# Liste der Kulturdenkmäler in Mainz-Hechtsheim
In der Liste der Kulturdenkmäler in Mainz-Hechtsheim sind alle Kulturdenkmäler im Ortsbezirk Hechtsheim der rheinland-pfälzischen Stadt Mainz aufgeführt. Grundlage ist die Denkmalliste des Landes Rheinland-Pfalz (Stand: 5. Dezember 2023).

## Denkmalzonen
| Bezeichnung                              | Lage                                                                                | Baujahr                            | Beschreibung | Bild                           |
| ---------------------------------------- | ----------------------------------------------------------------------------------- | ---------------------------------- | --- | ------------------------------ |
| Denkmalzone Alte Mainzer Straße 6        | Alte Mainzer Straße 6 Lage                                                          | zweite Hälfte des 19. Jahrhunderts | Hofanlage, zweite Hälfte des 19. Jahrhunderts; spätklassizistisches Wohnhaus, um 1860/70; Backsteinscheune mit Taubenhaus; bauliche Gesamtanlage | Fotos hochladen                |
| Denkmalzone Am Kartäuserhof/Grauelstraße | Am Kartäuserhof, Eckgasse, Froschmarkt, Grauelstraße, Heuerstraße, Lindenplatz Lage | 18. und 19. Jahrhundert            | dörflich geprägtes Ortsgefüge, spätmittelalterliches Straßen- und Wegenetz, Vierseithöfe des 18. und 19. Jahrhunderts mit Toranlagen und Kelterhäusern (darunter Grauelstraße 1–3, ehemaliger Zehnthof des Mainzer Liebfrauenstiftes)                                                                     | weitere Bilder Fotos hochladen |
| Denkmalzone Bergstraße                   | Bergstraße 22, 37, 39, 43 Lage                                                      | 19. und 20. Jahrhundert            | dorftypisches Ensemble öffentlicher und konfessioneller Bauten: Nr. 43 katholische Pfarrkirche, Nr. 22 spätbarockes Pfarrhaus, Nr. 39 ehemaliges Schwesternhaus, 1907, Nr. 37 ehemaliges Schulhaus, 1841, Architekt Peter Wetter; Baugruppe von städtebaulicher Bedeutung und ortsgeschichtlicher Aussage | weitere Bilder Fotos hochladen |
| Denkmalzone Jüdischer Friedhof           | Heuerstraße Lage                                                                    | 1882                               | Jüdischer Friedhof: 1882 angelegt, letzte Bestattung wohl 1938; 47 Grabsteine ab 1884; aufwändiger Grabstein S. Kapp (gestorben 1891) | weitere Bilder Fotos hochladen |

## Einzeldenkmäler
| Bezeichnung                            | Lage                                       | Baujahr                    | Beschreibung | Bild                           |
| -------------------------------------- | ------------------------------------------ | -------------------------- | --- | ------------------------------ |
| Toranlage                              | Alte Mainzer Straße, an Nr. 4 Lage         | frühes 19. Jahrhundert     | Toranlage; frühes 19. Jahrhundert | Fotos hochladen                |
| Wegekapelle                            | Alte Mainzer Straße, bei Nr. 30 Lage       | 1820                       | Walmdachbau, um 1820 | weitere Bilder Fotos hochladen |
| Kartäuserhof                           | Am Kartäuserhof 9 Lage                     | Mitte des 18. Jahrhunderts | Wohnhaus, spätbarocker Winkelbau, Mitte des 18. Jahrhunderts; ehemaliges Kelterhaus mit Krüppelwalmdach, Werkstatt, Waschküche und Scheune 19. Jahrhundert, Stall nach 1872; straßenbildprägend                                                                                                 | weitere Bilder Fotos hochladen |
| Hofanlage                              | Am Kartäuserhof 13 Lage                    | 18. Jahrhundert            | Hofanlage; spätbarockes Wohnhaus, 18. Jahrhundert, Umbau um 1847, Ökonomiegebäude um 1850 | weitere Bilder Fotos hochladen |
| Wegekreuz                              | Am Kartäuserhof, gegenüber Nr. 13 Lage     | 19. Jahrhundert            | Altarkreuz, Rotsandstein, 19. Jahrhundert | Fotos hochladen                |
| Katholisches Pfarrhaus                 | Bergstraße 22 Lage                         | 1792/93                    | spätbarocker Walmdachbau, 1792/93 | Fotos hochladen                |
| Katholische Pfarrkirche St. Pankratius | Bergstraße 43 Lage                         | 1752                       | Katholische Pfarrkirche St. Pankratius; im Kern wohl romanischer Turm, barockes Langhaus, bezeichnet 1752, neugotische Erweiterung als dreischiffige Stufenhalle, 1901/02 von Ludwig Becker; ortsbildprägend; am Südportal spätbarocke Kreuzigungsgruppe; am Turm Gedenkstein M. Klein († 1825) | weitere Bilder Fotos hochladen |
| Friedhof                               | Bergstraße 45/47 Lage                      | 19. Jahrhundert            | Friedhof mit neugotischer Leichenhalle, letztes Viertel des 19. Jahrhunderts; Veteranenstein, 1839; Kriegerdenkmal 1870/71, bezeichnet 1873 | weitere Bilder Fotos hochladen |
| Wohnhaus                               | Heuerstraße 6 Lage                         | 1746                       | Wohnhaus eines Vierseithofs, Eckhaus, teilweise Fachwerk (verputzt), bezeichnet 1746 | Fotos hochladen                |
| Alte Schule                            | Heuerstraße 14a Lage                       | 1886                       | gründerzeitlicher Backsteinbau mit Walmdach, bezeichnet 1886 | Fotos hochladen                |
| Wandmalerei                            | Mittelstraße, in Nr. 7 Lage                | 1906/07                    | Wandmalerei im Treppenhaus, 1906/07 | BW                             |
| Morschpfortenkreuz                     | Morschstraße, Ecke Bischofsheimer Weg Lage | 1869                       | Wegekreuz; Altarkruzifix, Rotsandstein, bezeichnet 1869 | Fotos hochladen                |
| Wegekapelle                            | Morschstraße, Ecke Im Zuckergarten Lage    | um 1900                    | gotisierender Putzbau, wohl gegen 1900 | Fotos hochladen                |
| Wegekapelle                            | Ringstraße, bei Nr. 41 Lage                | 1910/20                    | Putzbau in barockisierendem Heimatstil, um 1910/20 | Fotos hochladen                |
| Wasserbehälter                         | Weisenauer Weg Lage                        | 1910                       | historisierender Zweckbau, um 1910 von Kulturinspektion Mainz | Fotos hochladen                |